# Otó III de Borgonya
Otó II d'Andechs i Merània i Otó III de Borgonya (1208- 1248) fou comte d'Andechs, duc de Merània i comte de Borgonya.
Otó va néixer el 1208, sent fill del duc Otó I d'Andechs i Merània i de la comtessa Beatriu II de Borgonya.
El 1208 l'emperador germànic Felip de Suàbia fou assassinat a Bamberg (250 km al nord d'Andechs) pel seu rival l'emperador germànic Otó IV. Membres de la casa d'Andechs hi van estar implicats. El castell d'Andechs fou llavors completament arrasat i la casa d'Andechs fou privada completament dels seus títols i béns (fou rehabilitada més tard). El 1209 va néixer la seva germana, la futura comtessa Adelaida I de Borgonya.
La seva mare Beatriu II de Borgonya va morir el 1231, quan tenia 40 anys, i la va succeir com a comte de Borgonya. Tres anys després, el 1234, va morir el seu pare i el va succeir com a duc d'Andechs i Merània, on fou el darrer. Com que l'emperador Hohenstaufen Frederic II, s'havia alia al duc Otó II de Wittelsbach l'August (1231-1253), Otó II de Merània, Ístria i Carniola i Otó III de Borgonya va canviar les aliances i es va posar al costat de l'enemic de Frederic, el papa Gregori IX.
El 1236 la seva germana Adelaida I de Borgonya es va casar amb Hug de Chalon fill del comte Joan I de Chalon (Hug va morir un any abans que el seu pare i mai fou comte de Chalon).
En el ferotge conflicte entre l'emperador i el papat, Otó II mateix va ser derrotat i el 1245 la marca de Carniola fou cedida per l'emperador al Patriarca d'Aquileia que la va infeudar (d'acord amb l'emperador) a Frederic II de Babenberg duc d'Àustria que va morir l'any següent; Otó mantenia encara la lluita i el patriarca no va fer cap nou investidura. Finalment Otó fou deposat finalment el 1247. Es va retirar al castell de Niesten prop de Weismain al bisbat de Bamberg, on va morir sense descendència l'any següent als 40 anys i sense hereu determinat. La casa de comtes d'Andechs i ducs d'Andechs-Merània es va extingir amb ell i els seus dominis foren completament annexionats pel bisbat de Bamberg. La seva germana la comtessa Adelaida I de Borgonya el va succeir al comtat de Borgonya quan tenia 39 anys, junt amb el seu marit Hug de Chalon que va esdevenir comte de Borgonya per dret uxori; la regència efectiva però la va tenir el sogre d'Adelaida, Joan I de Chalon, fins a la seva mort el 1267. La Marca d'Ístria, cedida al Patriarcat d'Aquileia, va quedar de fet en poder dels comtes de Gorízia o Gorz, com a feudataris del patriarca; Carniola també va estar en poder del patriarca (1245-1248) però el 1248 fou cedida a Ulric, fill de Bernat de Sponheim (duc de Caríntia 1202-1256).